# Madona cu sticletele
Madona cu sticletele (în limba italiană: Madonna del cardellino) este un tablou pictat în 1506 de Rafael, aflat la Galeria Uffizi, Florența.

## Galerie

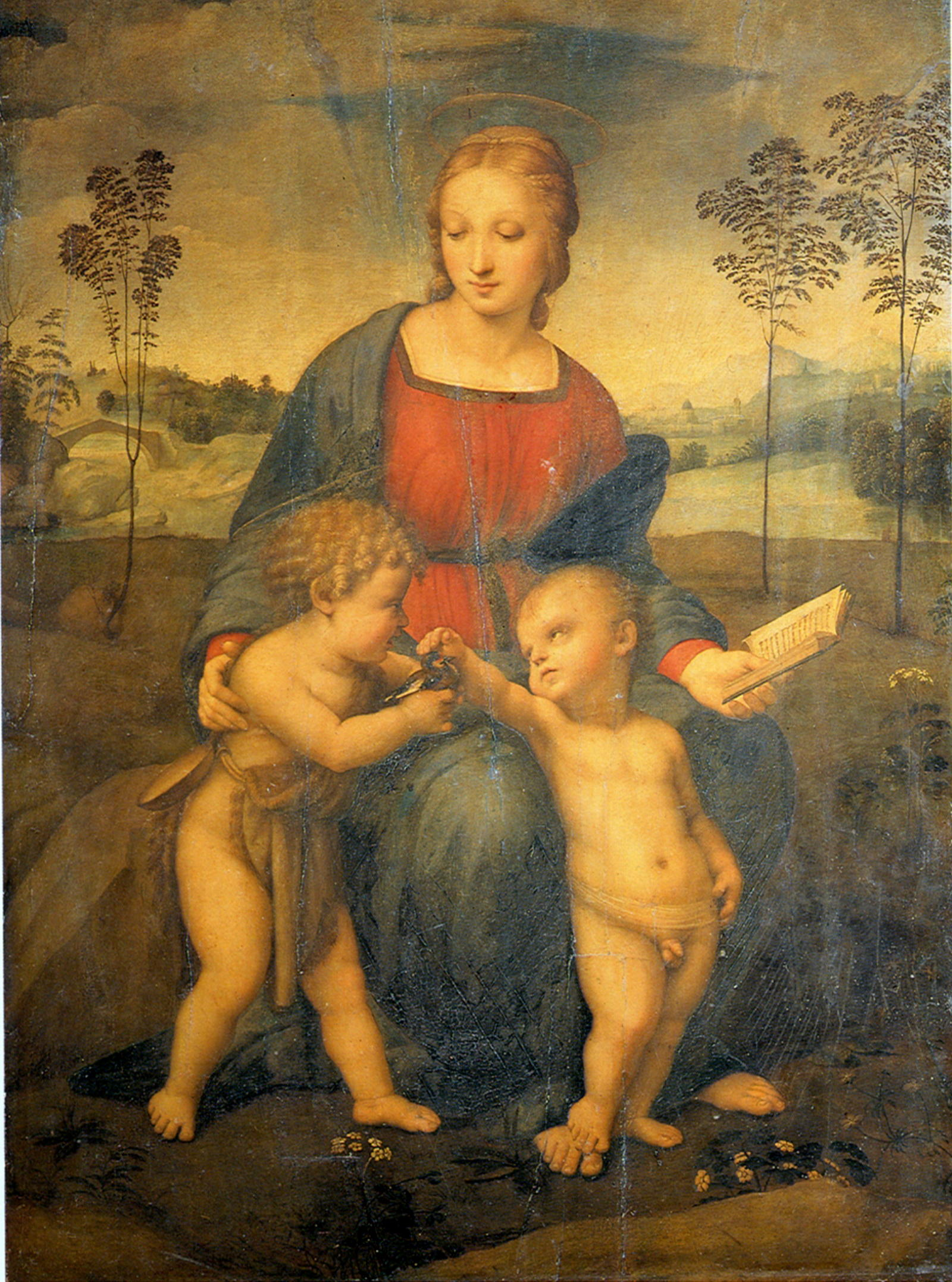
Pictura înainte de restaurare
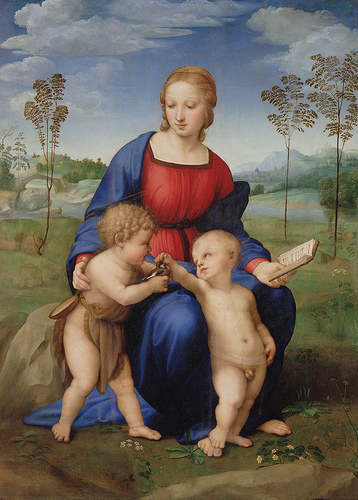
Pictura după restaurare